# Coronograf
Coronograful este un instrument astronomic destinat cercetării coroanei solare.